# Acusilas vilei
Acusilas vilei là một loài nhện trong họ Araneidae.
Loài này thuộc chi Acusilas. Acusilas vilei được miêu tả năm 2008 bởi Joachim Schmidt & Scharff.